# 新田原站
新田原站（日语：／ Shindembaru eki */?）是位於福岡縣行橋市大字道場寺，九州旅客鐵道（JR九州）的日豐本線車站。
車站位於行橋市南部住宅區中，在北九州通勤上學圈內，在繁忙時間有許多乘客前往小倉方向。另外，此站最接近鄰接京都町的豐津地區，當地居民會使用此站。

## 車站構造

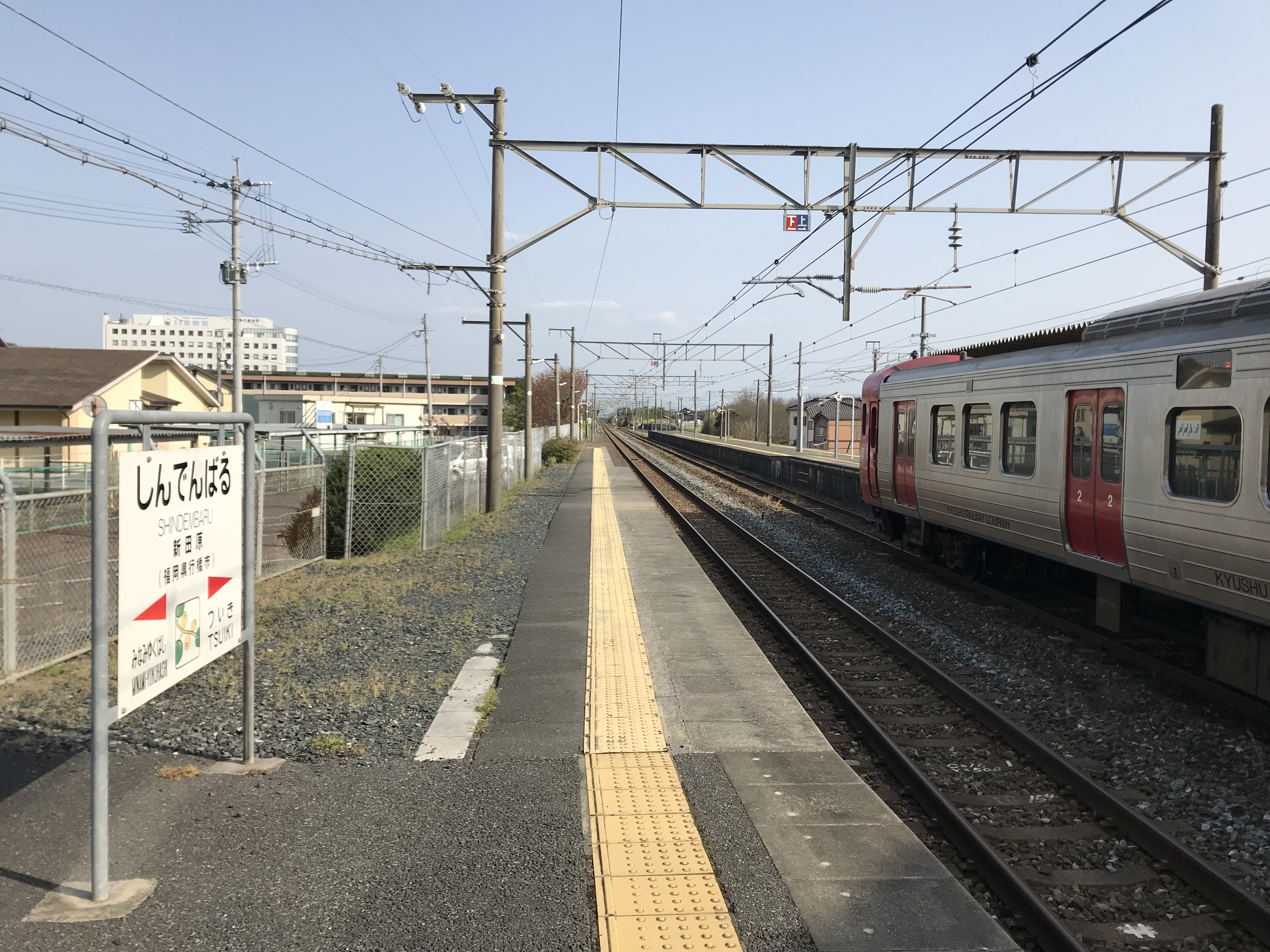
月台

車站是一座地面車站，設有1面1線的單式月台和1面2線的島式月台，共設有2面3線的混合式月台。各月台上設有跨線橋連接。
在日間每小時設有折返往小倉方向，該列車使用2號月台，在早上和黃昏較多班次。車站大樓是一座鋼筋混凝土建築物。
此站曾由JR九州鐵道營業負責車站業務，為業務委託車站，亦設有綠色窗口和自動閘機，可以使用「SUGOCA」IC卡，以及可以與SUGOCA互相使用的交通系IC卡。不過2022年3月12日起因應人手精簡，改為無人站，綠色窗口也停止服務。

### 月台
| 月台 | 路線      | 上下行 | 方向           | 備註                              |
| ---- | --------- | ------ | -------------- | --------------------------------- |
| 1    | ■日豐本線 | 下行   | 宇島、中津方向 |                                   |
| 2、3 | ■日豐本線 | 上行   | 行橋、小倉方向 | 待避、從此站出發的列車使用2號月台 |

## 歷史
- 1897年9月25日：第一代豐州鐵道（日语：豊州鉄道）車站啟用[1][4]。
- 1901年9月3日：豐州鐵道被第一代九州鐵道收購[5]。
- 1907年7月1日：豐州鐵道被國有化，成為帝國鐵道廳車站[6]。
- 1987年4月1日：隨國鐵分割民營化，車站由九州旅客鐵道（JR九州）營運[7]。
- 2009年3月1日：可以使用IC卡「SUGOCA」[8]。
- 2022年3月12日：因應人手精簡，改為無人站，亦取消綠色窗口[3]。

## 使用狀況
| 年度   | 1日平均 乘車人次 | 上下車人次 |
| ------ | ---------------- | ---------- |
| 2010年 | 2,820            |            |
|        |                  |            |
| 2016年 |                  | 982        |
| 2017年 |                  | 963        |
| 2018年 |                  | 909        |
| 2019年 |                  | 874        |
| 2020年 |                  | 670        |
| 2021年 |                  | 678        |
| 2022年 |                  | 675        |
| 2023年 |                  | 687        |

## 相鄰車站
九州旅客鐵道
■日豐本線
■快速（只設上行班次）
通過
■普通
南行橋－新田原－築城

## 外部連結
- JR九州新田原站網頁 （页面存档备份，存于）